# ティアラ (ファッションモデル)
ティアラ（本名・旧芸名：喜友名 星（きゆな てぃあら）、1987年11月27日 - ）は、沖縄県出身のモデル、女優。スペースクラフト所属。血液型O型。

## 略歴・人物
父親はアイルランド系アメリカ人で、母親は日本人。歌手の里中茶美、DA PUMPのISSA、プロゴルファーの辺土名二茶、子役の辺土名茶三海姉弟は、いとこにあたる。
1996年沖縄アクターズスクールに特待生として通う。
1998年B.B.WAVESのメンバーとして「LOVE&SMILE」でCDデビュー。センターを務めていた。また今井康絵によるB.B.WAVESをモデルにした漫画『はじけて！B.B.！』の続編『とっても！B.B.！』に、実名キャラクター「喜友名 星」として登場。
2003年芸能事務所アミューズの大里洋吉会長にスカウトされ契約。沖縄アクターズスクールを卒業して上京。堀越高等学校へ通い、「Buzy」「BOYSTYLE」「Perfume」と共に女性アイドル育成プロジェクト「BEE-HIVE」に加入。井上ヨシマサが作曲した「タイトロープ」で歌手デビューを果たした。
2004年芸名をティアラに改名。ファッション雑誌でモデルとしても活躍。2006年には映画『ハチミツとクローバー』で女優デビューを果たした。
2010年から2012年まで日本全国の映画館で本編開始直前に上映された映画盗撮防止キャンペーンのCM「NO MORE 映画泥棒」第2期分に出演していたことで知られている。映画館に行けば必ず観客が目にすることになるCMであるため周囲の反響は大きく、開始から数年経ってもティアラの元にはCMをもじったバラエティの依頼が来たという。本人は映画館での周囲の視線が恥ずかしく、CMと同じように一人で映画館へ行くことはなくなってしまったと語っている。
韓国の公共放送局であるKBSが放送する世界100カ国同時生放送型・音楽番組『ミュージックバンク』の2011年上半期決算スペシャル回にて、日中韓混合K-POPグループ・CROSS GENEの日本人メンバーである寺田拓哉とともにK-POPファンの日本の芸能人としてKBS日本放送局から出演した。

## 主な出演作品

### CD
- 「B.B.WAVES」/ LOVE&SMILE (1998年5月29日)
- 「Baby Waves」/ Earth to the Sky (1998年5月29日)
- 「B.B.WAVES」/ Lovin'You Lovin'Me (1998年9月21日)
- オムニバスアルバム「BEE-HIVE」/ ソロデビュー曲「タイトロープ」が収録 (2003年5月3日)

### ライブ・イベント
- Amuse presents BEE-HIVE revue 2003「Honey Hamony～蜜蜂達のはばたき」(2003年5月3日、日本青年館)
- 「BEE-HIVE Perfomance Tour 2003 summer」(2003年　札幌サンプラザホール、仙台電力ホール、大阪森ノ宮ピロティーホール、名古屋市民会館中ホール、東京厚生年金会館、広島市南区民文化センター、福岡電気ホール)
- 「BEE-HIVE NEW Year Live ‘04」(2004年1月3日、SHIBUYA－BOXX)

### テレビ
- カリフォルニア夢!紀行（2010年12月19日、RKB毎日放送制作、TBS系全国ネット）
- 東京上級デート（2013年10月16日、テレビ朝日、＃74 東大島）

### テレビドラマ
- unplugged（2005年12月17日、フジテレビ、ヤングシナリオ大賞作品）

### ラジオ
- ティアラのワンワンワールド（エフエム佐賀）

### 映画
- ハチミツとクローバー（2006年）
- ウール100%（2006年）
- WHITE MEXICO（2007年）
- スープ〜生まれ変わりの物語〜（2012年）
- FASHION STORY -Model-（2012年）
- 銀魂2 掟は破るためにこそある（2018年）

### PV
- CHEMISTRY×Crystal Kay「Two As One」（2005年）

### CM
- 1998 ハウス食品「ククレカレー
- 1998 任天堂「ゲームボーイポケットカメラ」
- 2000.12 JR東海「クリスマス・エクスプレス2000」
- 2001 任天堂「ゲームボーイアドバンス・スーパーマリオアドバンス2」
- 2001 SANYO エアコン（スチル広告のみ）
- 2004.1 キユーピー「キユーピークオーター」
- 2005 アサヒ飲料「十六茶」 （「食物繊維力きれい」篇）
- 2005.11 ソニー・ミュージックエンタテインメント・コンピレーションアルバム「クリスマス・タイム」
- 2006.1 マクドナルド「100円マック」
- 2006.3 広島PARCO「グランドオープン」
- 2006 コカ・コーラ「からだ巡り茶」
- 2007 トヨタ自動車 bB - bBランド篇
- 2010.3 「映画館に行こう!」実行委員会「NO MORE 映画泥棒」
- 2014 ABCマート×Reebok「EASYTONE」
- 2015.5 H.I.S.「わすれない夏 2015」（「ハワイ」篇）